# Hambantota
Hambantota (en singhalais : හම්බන්තොට ; en tamoul : அம்பாந்தோட்டை) est une ville du Sri Lanka située sur la côte sud de l'île (province du Sud, district de Hambantota). Elle accueille pendant la seconde guerre des Boers un camp de concentration de l'Empire britannique.
Le 26 décembre 2004, à 8h30, un tsunami dévaste les côtes de Sri Lanka et fait 4 500 morts dans le seul district d'Hambantota, le second district le plus touché de l'île après celui d'Ampara. De nombreux projets de reconstruction sont initiés par la suite dans la région.
Depuis 2007, la Chine y construit un port en eaux profondes, afin de permettre à ses pétroliers d'y faire escale sur la route stratégique depuis le golfe Persique.
La ville est aussi connue pour la présence d'éléphants sauvages. La population, de 300 à 400 individus, représenterait 10 % du nombre d'éléphants du Sri-Lanka.